# Haderner Stern (métro de Munich)
Haderner Stern (en allemand : U-Bahnhof Haderner Stern) est une station de la ligne U6 du métro de Munich. Elle est située sous la Guardinistraße dans le quartier de Kleinhadern, secteur de Hadern à Munich en Allemagne.

## Situation sur le réseau

Plan du métro (2020).

## Histoire
Le nom initialement prévu est Neuhadern. La station ouvre le 22 mai 1993. Les parois derrière la voie ferrée sont constituées de briques de verre dorées. Une construction de réflecteur en tôle d'aluminium ondulée est suspendue au plafond, à laquelle les lampes sont fixées. Le sol est recouvert de dalles de granit et au milieu se trouve une mosaïque elliptique de Ricarda Dietz.

## Services aux voyageurs

### Accès et accueil
Des escaliers mécaniques et des escaliers fixes mènent à la Guardinistraße aux extrémités ouest et est, avec un ascenseur à l'extrémité est.

### Intermodalité
Il n'y a pas de correspondance avec les autres transports publics.